# Patrick Edward O’Connor
Patrick Edward O’Connor (ur. 8 marca 1932 w Mastertonie, zm. 3 grudnia 2014 w Silverstreamie) – nowozelandzki duchowny rzymskokatolicki, misjonarz, superior Tokelau.

## Biografia
Patrick Edward O’Connor urodził się 8 marca 1932 w Mastertonie na Nowej Zelandii. 16 lipca 1957 z rąk arcybiskupa wellingtońskiego Petera McKeefry'ego otrzymał święcenia prezbiteriatu i został kapłanem archidiecezji wellingtońskiej.
Następnie pracował jako wikariusz parafialny w swojej archidiecezji. W 1966 otrzymał pierwsze probostwo. Lata 1975–1978 spędził w Chicago, gdzie był duszpasterzem alkoholików. Po powrocie do ojczyzny był kapelanem szpitalnym i proboszczem. Na parafii Najświętszego Serca w Petone, gdzie był proboszczem od 1981, poznał emigrantów z Tokelau.
W 1987 wyjechał na misje i został proboszczem na Tokelau. Urząd ten pełnił do przejścia na emeryturę w 2011. 26 czerwca 1992 papież Jan Paweł II erygował misję „sui iuris” Tokelau i na jej pierwszego superiora wyznaczył ks. O’Connora.
W maju 2011 przeszedł na emeryturę (cztery lata po osiągnięciu wieku emerytalnego). Powrócił na Nową Zelandię, gdzie zmarł 3 grudnia 2014.